# Peggy Cummins
Peggy Cummins (Denbighshire, Gales; 18 de diciembre de 1925-Londres, Inglaterra; 29 de diciembre de 2017) fue una actriz británica nacionalizada irlandesa. Reconocida por su actuaciones en las películas El demonio de las armas (Gun Crazy, 1950).
Falleció el 29 de diciembre de 2017 a la edad de 92 años a causa de un derrame cerebral.

## Filmografía
| Año  | Título                              | papel                     | Notas                                                  |
| ---- | ----------------------------------- | ------------------------- | ------------------------------------------------------ |
| 1940 | Dr. O'Dowd                          | Pat O'Dowd                |                                                        |
| 1942 | Salute John Citizen                 | Julie Bunting             |                                                        |
| 1943 | Old Mother Riley Detective          | Lily                      |                                                        |
| 1944 | English Without Tears               | Bobbie Heseltine          | Released in the United States as Her Man Gilbey        |
| 1944 | Welcome, Mr. Washington             | Sarah Wiloughby           |                                                        |
| 1947 | Moss Rose                           | Belle Adair (Rose Lynton) |                                                        |
| 1947 | The Late George Apley               | Eleanor 'Ellie' Apley     |                                                        |
| 1948 | Escape                              | Dora Winton               |                                                        |
| 1948 | Green Grass of Wyoming              | Carey Greenway            |                                                        |
| 1949 | That Dangerous Age                  |                           | Released in the United States as If This Be Sin        |
| 1950 | El demonio de las armas (Gun Crazy) | Annie Laurie Starr        |                                                        |
| 1950 | My Daughter Joy                     |                           |                                                        |
| 1952 | Who Goes There!                     | Christine Deed            | Released in the United States as The Passionate Sentry |
| 1953 | Street Corner                       |                           |                                                        |
| 1953 | Meet Mr. Lucifer                    | Kitty Norton              |                                                        |
| 1953 | Always a Bride                      | Clare Hemsley             |                                                        |
| 1954 | The Love Lottery                    | Sally                     |                                                        |
| 1954 | To Dorothy a Son                    | Dorothy Rapallo           |                                                        |
| 1956 | The March Hare                      | Pat McGuire               |                                                        |
| 1957 | Carry on Admiral                    |                           |                                                        |
| 1957 | Hell Drivers                        | Lucy                      |                                                        |
| 1957 | Night of the Demon                  | Joanna Harrington         |                                                        |
| 1959 | The Captain's Table                 | Mrs Judd                  |                                                        |
| 1960 | Your Money or Your Wife             | Gay Butterworth           |                                                        |
| 1960 | Dentist in the Chair                | Peggy Travers             |                                                        |
| 1961 | In the Doghouse                     | Sally Huxley              |                                                        |